# ألبرت نويبيرغر
ألبرت نويبيرغر (بالإنجليزية: Albert Neuberger)‏ (و. 1908 – 1996 م) هو كيميائي، وعالم كيمياء حيوية ولد في هاسفورت. كان عضوًا في الجمعية الملكية، والأكاديمية الأمريكية للفنون والعلوم.
توفي عن عمر يناهز 88 عاماً.

## التعليم
تعلم في كلية لندن الجامعية.

## جوائز
حصل على جوائز منها:
- زميل في الجمعية الملكية
- قائد وسام الامبراطورية البريطانية.